# Английский Кале
Английский Кале (также Калезия, Калезис, Пэйл Кале — по аналогии с английским Пэйлом Дублина на острове Ирландия; англ. Pale of Calais) — бывший английский полуэксклав на территории современной Франции. Имел и английское название Кейлз. Существовал в 1346—1558 годах.

## География
Площадь анклава достигала 52 км², хотя его территория постоянно сокращалась из-за стычек с французскими войсками, которые постепенно продвигались сюда с юго-востока. Естественными границами анклава были окружающие его болота и каналы. Центром эксклава был город Кале с 22 другими населёнными пунктами, расположенными в его округе, включая город Гин, имевший важное значение как дипломатическая резиденция британских монархов при их поездках на континент.
В 1544 году, выдвинувшиcь из Кале, англичане смогли осадить и захватить соседнюю французскую Булонь, положив начало череде войн и осад за этот город и окрестную территорию, которая временно вошла в состав округа Кале. Поэтому с 1544 по 1550 годы в состав английской Калезии также входила Булонь с более мелкими деревнями и хуторами, однако постоянная война с французами в конечном счете разорила анклав. В 1550 году Булонский мир завершил очередную войну Англии с Францией и Шотландией, французы выкупили Булонь за 400 тысяч золотых экю.

## Население
Несмотря на постоянное присутствие в Калезии английских купцов, моряков и военных, местное население состояло преимущественно из германоязычных фламандцев, массово осевших здесь в V—IX вв., и романоязычных пикардцев.
После периода временной рероманизации в XI веке в Кале с XIII века вновь стал преобладать нидерландский язык, о чём свидетельствуют церковные записи того периода. Но после победы Франции в Столетней войне регаллизация (офранцуживание) местных фламандцев продолжала набирать обороты, став одной из причин, по которой родственным англичанам становилось всё тяжелее сохранять контроль над Калезией.
К XVII веку город стал полностью франкоязычным.

## Ликвидация и аннексия Францией
Кале был последним английским владением на территории Франции, остававшимся после Столетней войны (1337—1453).
В 1558 году Кале был занят 30-тысячным французским войскoм герцога де Гиза. В соответствии с заключённым в 1559 году Като-Камбрезийским мирным договором область окончательно перешла к Франции.
Кале был важной перевалочной базой для товаров и сырья в английской торговле с Нидерландами. После его утраты Англия вынуждена была наладить прямое морское сообщение с голландскими землями, что способствовало дальнейшему развитию флота обеих стран и минимизировало роль Франции как транзитной страны в этой торговле, лишив её также и прибыли от сухопутной торговли.
В XVII веке обе страны начинают составлять сильную конкуренцию французам на мировой арене.

## Основные события английской Калезии
- Осада Кале (1346) и мир в Бретиньи, закрепивший Кале и область за англичанами
- Осада Кале (1436)
- Осада Кале (1558)